# ルノーB1
ルノーB1（ルノー ビーワン) ：フランス語: Renault B1）とは、第二次世界大戦前にフランスで開発された重戦車である。
なお、「シャール B1（Char B1）」とも呼称､表記されるが、“Char”とはフランス語で“戦闘馬車”（英語で言うところの“Chariot（チャリオット）”）のことで、「Char B1」ならば「B1型戦車」の意である。

## 開発の経緯

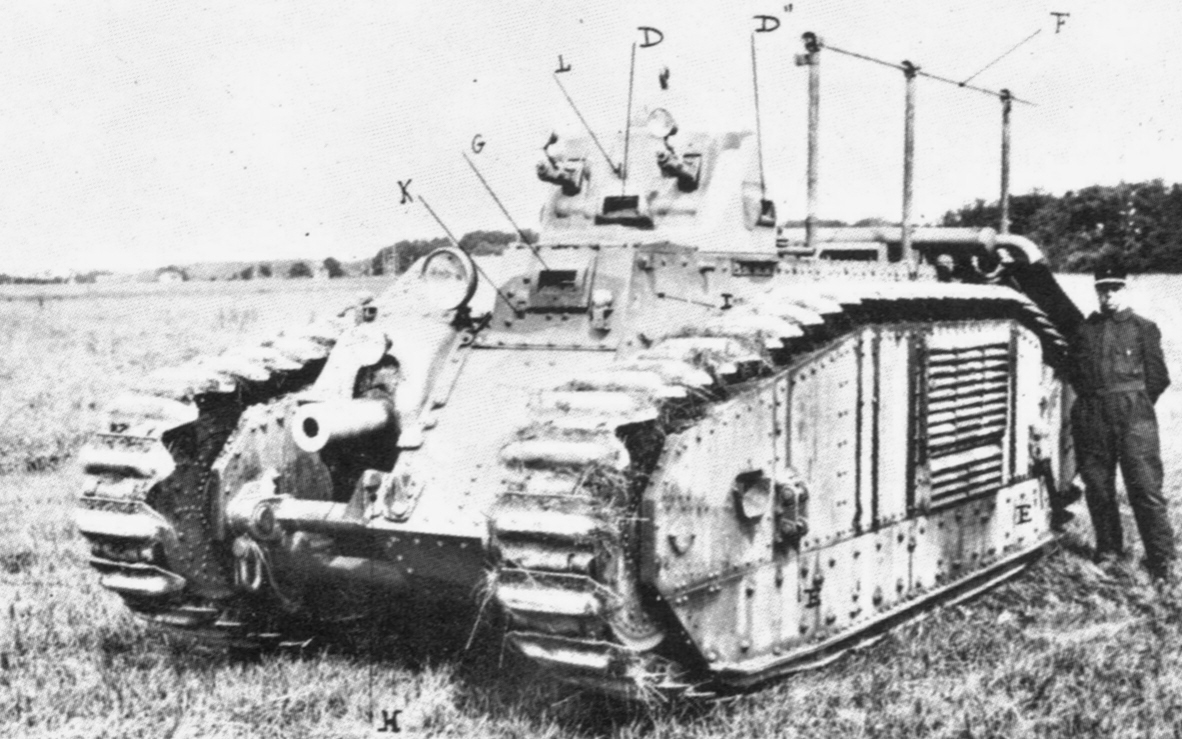
1929年にルノーから引き渡された試作1号車（車体番号101）。車体はほぼ生産型に近いが、試験用に機銃2丁装備のST2砲塔を搭載している。柵状のアンテナは生産型には使われなかった。

B1重戦車の原型は1920年代にフランス陸軍で戦車の研究をしていたJ.E.エティエンヌ将軍の「1921年計画」にまでさかのぼる。彼は第一次世界大戦においてフランス軍が使用したシュナイダーCA1やサンシャモン突撃戦車のような歩兵支援用の重砲を搭載したタイプの戦車（「戦闘戦車」と呼称。後のドイツの突撃砲に相当）を提案した。それは47mm級、あるいは75mm級の戦車砲を主武装として車体に装備するもので（車体上面の旋回砲塔の武装は副武装である）、重量は15t程度を予定していた。陸軍もこのタイプの戦車の採用を決定し、ルノー社をはじめとする5社に対し開発案が示された。
1924年には早くもモックアップが完成しているが、15tという計画重量内に収めることが不可能だと判明し（結果的に重量が膨れ上がっていって、最終的に重戦車に分類されることになる）、新たに20tクラスの戦車というように開発案が変更された。1926年1月には3種のモックアップの技術評価試験が行われた結果、新型戦車はFCM社の技術協力の下、ルノー社が主導で開発することになった。
当時の技術のもとでは20t級重戦車の開発は相当に難しかったらしく、紆余曲折の末試作車が完成したのは1929年であり、1931年の終わりまでに試作車3両が完成した。
試作車は次のような設計であった。
- 車体前部右側に17口径75mm戦車砲SA35および2挺の7.5mm機関銃が装備され、鋳造製砲塔にも2挺の7.5mm機関銃M1931が装備されていた。
- 装甲板はリベットで接合されていた。しかしこれはリベットの頭に被弾した際にリベットの残りの部分が車内を跳ね回り乗員を殺傷する恐れがあり、防御上不安な部分であった。当時はまだ溶接技術が発達しておらず、リベットで装甲板を固定している戦車に共通する問題であった。
- 車体に重砲を搭載し、砲塔に対戦車砲を搭載していた。この方式はアメリカのM3中戦車や、イギリスのチャーチル歩兵戦車でも見られる。
- エンジンは走行中でも点検・整備ができるよう配慮がなされており、燃料タンクは内部にゴムの内張りを貼る「セルフシーリングタンク」とすることで被弾時に開いた穴を自動的に塞ぐようになっていた。
- 足回りは完全に装甲板で覆われていた。後輪駆動方式で、ソールプレートの付いた独特の履帯（無限軌道）は車内から張度の調整が可能であった。

試作車は長期間の試験を経たのち1934年5月にようやくChar lourd B1（B1　重戦車の意、“B”はフランス語の“Bataille（＝戦闘）”の頭文字から）として制式採用された。同年には生産が開始され、少数が生産された。
試作車と生産型ではいくつかの差異が見られる。砲塔は新型の1名用鋳造砲塔、APX-Iを搭載していた。APXとはこの砲塔がピュトー工廠（Atelier de Construction de Puteaux, APX）製であることに由来する。この1名用砲塔はソミュア S35の砲塔とよく似ており、実際にS35の試作型に搭載されたものと共通だが、S35の量産車は発展型のAPX-I CEが搭載されており、B1の砲塔とは砲塔リングの経を始め細部が微妙に異なっている。武装も30口径47mm戦車砲SA34 1門と、同軸で7.5mm機関銃M1931を1挺装備し、攻撃力が向上した。操向装置も油圧装置を組み込んだ機構を採用し、車体前面に固定されている75mm戦車砲 SA35をよりすばやく目標に指向することが可能となった。

## 改良型 ルノーB1bis

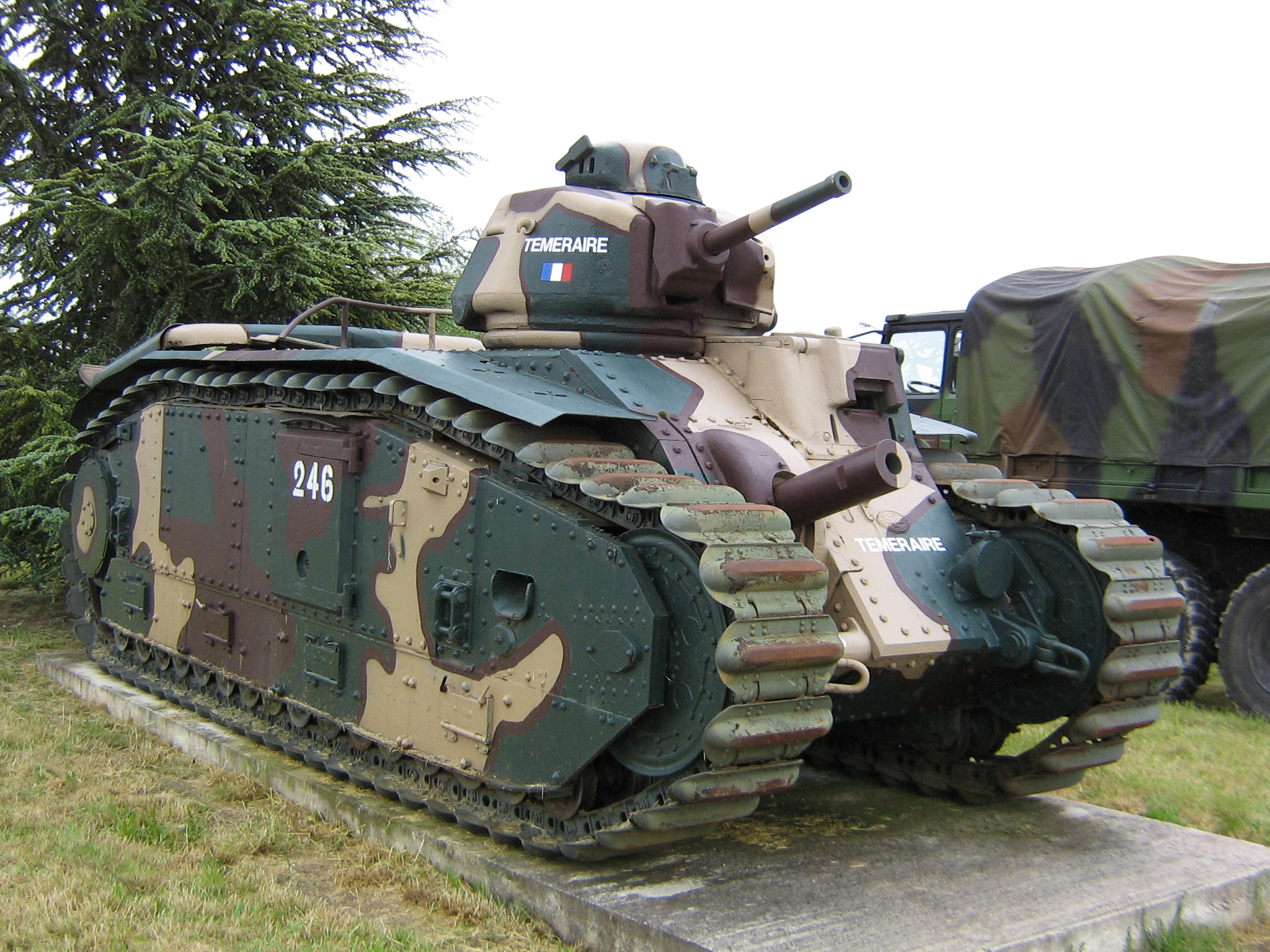
フランス北部、マルヌ県のムルムロン・ル・グランに現存するB1bis。足回りが装甲板で覆われているのが判る

B1bisは前述のB1戦車（1930年より新たに“B2”と呼ばれる新型重戦車の開発が始まったため、B重戦車は“B1”と呼ばれることとなった。因みに“B2”重戦車は後にキャンセルされている。）の改良型として1930年に開発が始まった。“bis”とは「第二の」という意味であり、“B1bis”は日本語でいう「B1戦車2型」や「B1戦車改」というような意味合いになる。ただし、日本でも原語の“B1bis”でそのまま通用しており、「B1戦車2型」等と表記される例は少ない。
基本的にB1重戦車と同じであったが、以下の点が異なる。
- エンジンは出力180hpのルノー S6 液冷ガソリンエンジンから航空機用の直列ガソリンエンジンを車両用に改修した出力250hpのルノー Naeder-FIEUXに変更され（後期生産車では更に300hpのルノー BDRに変更された）、機動性能がアップした。さらに予備燃料タンクを搭載し、航続距離を増やした。
- 砲塔は従来の“APX-I”型をB2重戦車に搭載する予定だった新型砲塔、“APX-IV”と同様の装備に改変し、武装も新型の32口径47mm戦車砲SA35に換装されている。
- 装甲厚は車体前面および側面で60mmあった。これはフランス侵攻時のドイツ軍戦車の主力搭載砲だった46.5口径37mm戦車砲KwK35/36や主力対戦車砲であったPak35/36（37mm対戦車砲）では到底貫通できないものだった。

B1bisはB1型重戦車の主力生産型となり、フランス侵攻の頃で243輌（フランス全軍で3,132輌だから、全体の7.76％）が配備されていた。生産にはルノー社をはじめとする6社が関わった。
フランス侵攻ではその装甲防御力を生かし、いくつかの反撃戦闘ではドイツ軍を恐慌状態に陥らせている。ただし、後述のような指揮運用上の欠点と、フランス軍首脳部自体に戦車の集中・機甲運用の考えが無かったこともあり、本車も各地にばらばらに分散配置され、各個に撃破されていった。

## 戦歴

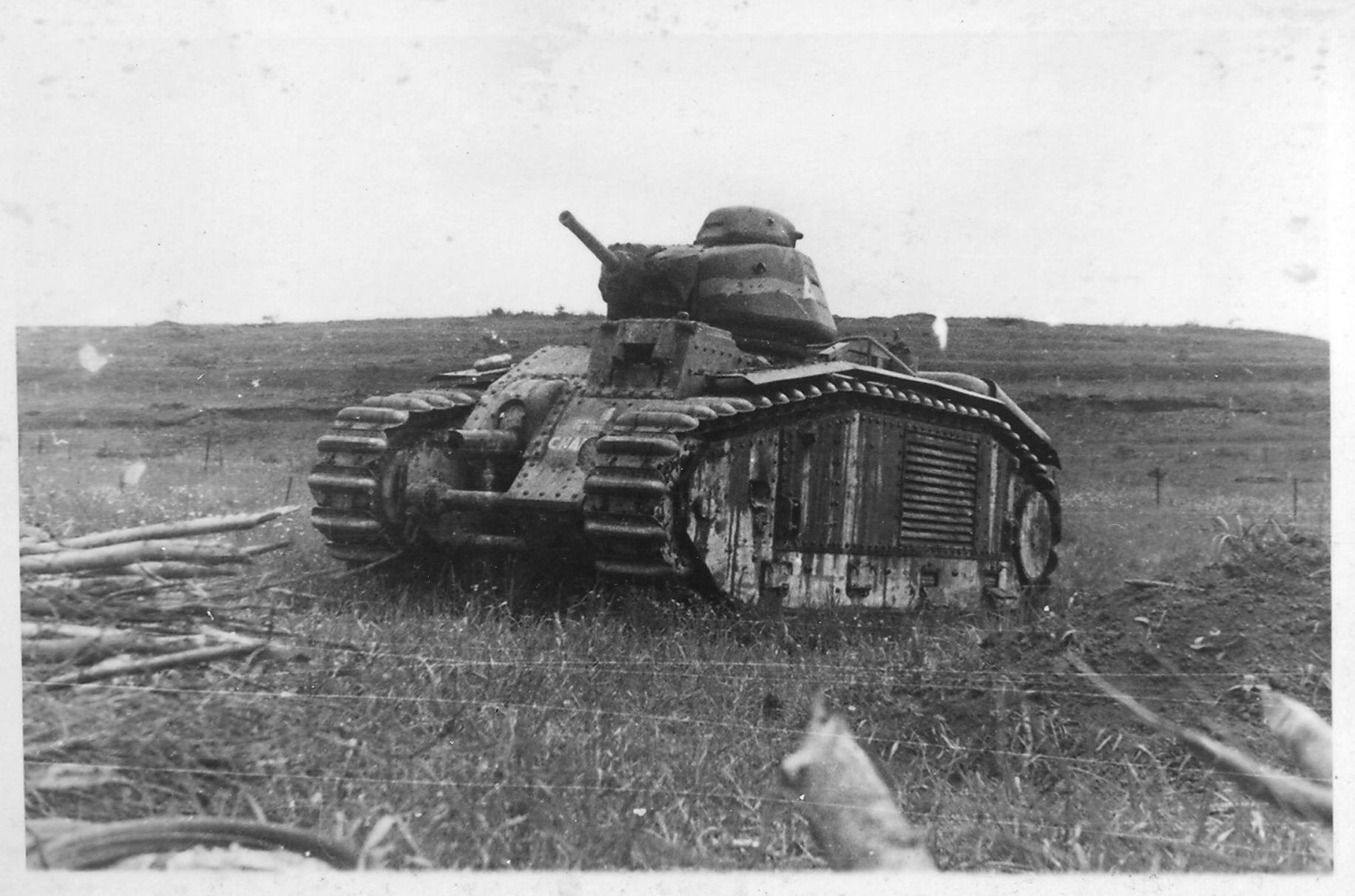
ナチスのフランス侵攻におけるB1bis。338号車、第41BCC所属の「シャラント」」。5月18日の戦闘で、無線機の故障により撤退命令が届かずドイツ軍の手に落ちた。

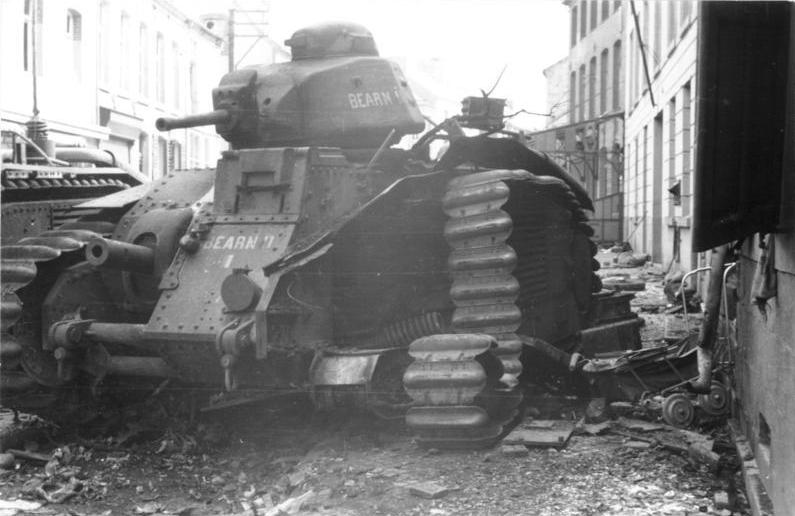
燃料切れで放棄・自爆処理されたB1bis。401号車、第37BCC所属の「ベアルンII」。

B1重戦車は1940年のナチス・ドイツによる西方電撃戦で実戦に参加した。
1940年5月の「フランスの戦い」開始時、フランス陸軍は3個機甲師団（DCR＝Division cuirassée de réserve）を持ち、さらにもう1個師団が編成されるところだった。
各機甲師団には2個の重戦車大隊（BCC＝Bataillon de chars de combat、直訳すれば戦闘戦車大隊）があり、それぞれに35輌のB1/B1bisが配備されていた。ただし、開戦直後に編成された第4機甲師団下の第46、47大隊は25輌ずつだった。この他、5個の独立戦車中隊にも若干のB1/B1bisが配備された。
ドイツの侵攻開始直後から、これら部隊は防衛戦に駆り出されたが、ドイツ軍の侵攻速度はあまりに速く、フランス軍の指揮系統は混乱しており、しばしば補給も満足に行われない状態であった。第1機甲師団はベルギーに進出しようとする途中でドイツ軍部隊に遭遇、5月14、15日にフラヴィオン近郊で戦闘に入ったが、満足に補給が行えていなかったために戦車は次々に停止し狙い撃たれ、個別撃破される事態となった。16日時点で、同師団の第28重戦車大隊は稼動戦車台数が7輌にまで減少していた。
実戦において明らかとなった欠点として、装甲板の接合に依然リベットを用いていたこと、および車体左側の垂直面にラジエーターグリルを設けている、などの防御上の弱点があった。また、砲塔の武装は車長が、車体の武装は操縦手が担当したが、1名用砲塔に配置された車長は砲塔に装備された47mm砲の操作（装填・照準・発射）と他の乗員の指揮に追われることになり、更に、砲塔には車長用展望塔（キューポラ）があるものの、視察孔の数が限られており、天面にハッチがないために車長は十分な視界を得ることができず、状況を把握するには砲塔後面のハッチを開けて大きく身を乗り出して周囲を確認する必要があった（もっとも、同時期の戦車で戦車長を他の任務から独立させ、充分な視察能力を与えて指揮に専念させていたのはドイツ軍くらいであったが）。無線機は装備されていたもの、搭載されていたのはモールス符号を送受信できるのみのER 53（émetteur-récepteur 53＝53型送受信機）であり、これは戦闘中に相互の意思の疎通を行うことはほぼ不可能なもので、音声通話の可能なER 51型への変更が進められていたが、この無線機はエンジンの発生させるノイズによる雑音が酷く、実際には無線による通信はほぼ不可能であった。中隊長車及び大隊長車には広域通信用のER 55が増設されていたが、これもノイズが酷く入るために実際はほとんど使うことができず、他部隊との連絡が満足に行えないため、部隊としての連携行動は事実上不可能となっており、小隊内の車両間の連絡は車長が手旗信号で行っていた（この点も、同時代の戦車で個々の戦車同士の無線による連絡を完備していたのはドイツ軍くらいではあった）。このため、「他の戦車との意思疎通を図り連携して戦闘する」という近代機甲戦闘などはとても行える状態ではなかった。
とはいえ、その重装甲は当時ドイツ軍の主力対戦車砲であった3.7 cm PaK 36では撃ち抜くことが出来ず、有効な攻撃を行えるのは、ほとんど88mm高射砲だけという状態であった。繰り返し被弾しているにもかかわらず再び戦闘を継続するB1bisの例が報告されており、その存在はドイツ軍にとって大きな脅威であった。
特にド・ゴール指揮下の新編第4師団第47大隊に所属した425号車「ジャンヌ・ダルク」は1940年5月28日、アベヴィル橋頭堡の戦いに参加、2時間の戦闘で90発も被弾したにもかかわらず、最後の（おそらく）88mmの被弾による炎上まで戦闘行動を止めなかったという。

## 発展型とバリエーション
B1 ter
まだB1bisがテスト中であった1935年に計画された改良型で、“ter”は「第3の」を意味し、bisに続く改良型であることを示す。B1terは装甲厚を最大70mmまで強化、また車体に装備された75mm戦車砲SA35は、12度と限定的ではあったが左右旋回が可能となった。車体形状も若干改められ、特に垂直だった車体側面は避弾経始を考慮し、ジグザグ断面に傾斜が付けられたものとなり、上部履帯は完全にカバーされた。エンジンはより強力なルノー製の350hpのものが搭載され、砲塔も将来的にはARL 2Cが搭載される予定だった。最初の試作車は1938年5月にテストされたが、これはB1の試作車101号車を改修したもので、実際のB1terは（完成していれば）さらに外観の異なったものになっていたとされる。テストの結果ははなはだ不満なものだったが、1940年7月の完成を目処に、ARL、FCM、フィヴ・リール（fr:Fives-Lille）の3社に、それぞれ1輌ずつの試作車が追加発注された。ARL、フィヴ・リール社製のものは開戦後の混乱の中で失われ、FCM社のものは製作中だったが主要部材は隠匿され、後にARL 44の開発に利用された。
B1bis 地雷処理車（B1bis démineur）
B1bisの砲塔を撤去し、車体前方に3連の地雷処理用「マルチディスク」を装着したもの。1945年時点で、フランス国土には2000万個にも達する地雷が埋設されたままになっていると考えられ、戦後の国土再建にはその処理が急務だった。そのために開発されたのがこの車輌で、マルチディスクシステムは、1940年にルノー R35軽戦車でテストされたものの拡大版だった。しかし、2、3両のB1bisがこの仕様に改修されたものの、この車輌による地雷処理過程は、農地として使用するはずの土地を無残な状態にしてしまうことが判明、車輌は間もなくお蔵入りとなった。
ARL 44
B1の設計の多くを参考にしながら、戦時中に極秘に開発が行われ、戦後すぐに製作された重戦車。足回り、車体の縦横比などにB1の面影を見ることができる。

## ドイツ軍における使用状況と改修型
対フランス戦の勝利の結果、ドイツは多数のフランス製車輌を入手した。この中にはB1 bisも相当量が含まれており、ドイツ軍には外国兵器機材番号740(f)、B-2戦車の名称で登録された。しかしドイツ軍戦車と設計・運用思想が違いすぎる本車は、戦車型のままではあまり使われなかった。
B-2式戦車740(f)型 （Panzerkampfwagen B-2 740(f）
標準の戦車型。基本的には無改造だが、無線機はドイツ製に交換され、アンテナも専用のものが追加されている。
主にフランスに駐留する2線級部隊に配備された が、第223中隊は東部戦線で本車4輌を使用、バルカン半島でパルチザン掃討任務に当たっていたSS師団プリンツ・オイゲンは7輌を保有するなど、フランス以外での使用例もあるとされる。下記火焔放射戦車ともども、キューポラ上部を切り取って両開き式ハッチを付けている場合もある。また、一部の戦車型B1bisは砲塔を外され、操縦訓練用として使われた。
火焔放射式B-2(f)型戦車 （Flammwagen auf Panzerkampfwagen B-2(f）
ドイツ軍初の制式火焔放射戦車であったII号戦車（火焔放射型）に続き、1941年春、B1bisベースの火焔放射戦車が発注された。この火焔放射戦車は、車体の75mm砲を撤去した後に、II号戦車（火焔放射型）と同様の、圧搾窒素により燃料を射出する火焔放射器を装着。砲塔の47mm砲はそのまま残されていた。
1941年6月20日、最初に生産された24輌を装備する第102（火焔）戦車大隊が編成され、バルバロッサ作戦開始直後に東部戦線に投入された。第102（火焔）戦車大隊は6月29日まで国境地帯のヴィエルキ・ジャル要塞攻略戦に参加し、若干の戦果を上げた後、翌月に解隊された。
B1bisベースの火焔放射戦車は改良が加えられて生産が続けられ、最終的に少なくとも60輌が生産されている。改良型は火焔放射器がポンプ駆動加圧方式となり、搭載燃料も増加。車体後部に燃料槽を収める装甲ボックスが追加されている。また、車体への火焔放射器の装着法も新型の球形銃架を介したものとなり、銃架直上の車体は増積されて50式装甲シャッターが装着された。改良型火焔放射戦車は、西部戦線の第100戦車師団、第213戦車大隊、ユーゴスラビアのSS師団プリンツ・オイゲン等に配備された。
10.5cm18式3型軽野戦榴弾砲（自走）搭載B-2(f)型火砲車（10.5cm leFH18/3(Sf) auf Geschützwagen B-2(f）
火焔放射戦車と同時期に計画・設計されたオープントップの自走榴弾砲。1942年までに16輌が改装され、フランス駐留の機甲砲兵大隊に引き渡された。
車体は基本的にB1bisのままだが、車体の75mm砲架は塞がれ、また砲塔を撤去したあとを薄い装甲で囲って10.5cm leFH18/3榴弾砲を搭載している。

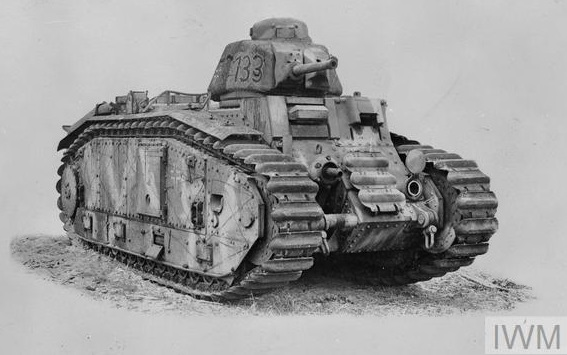
火焔放射型のB2 740(f)
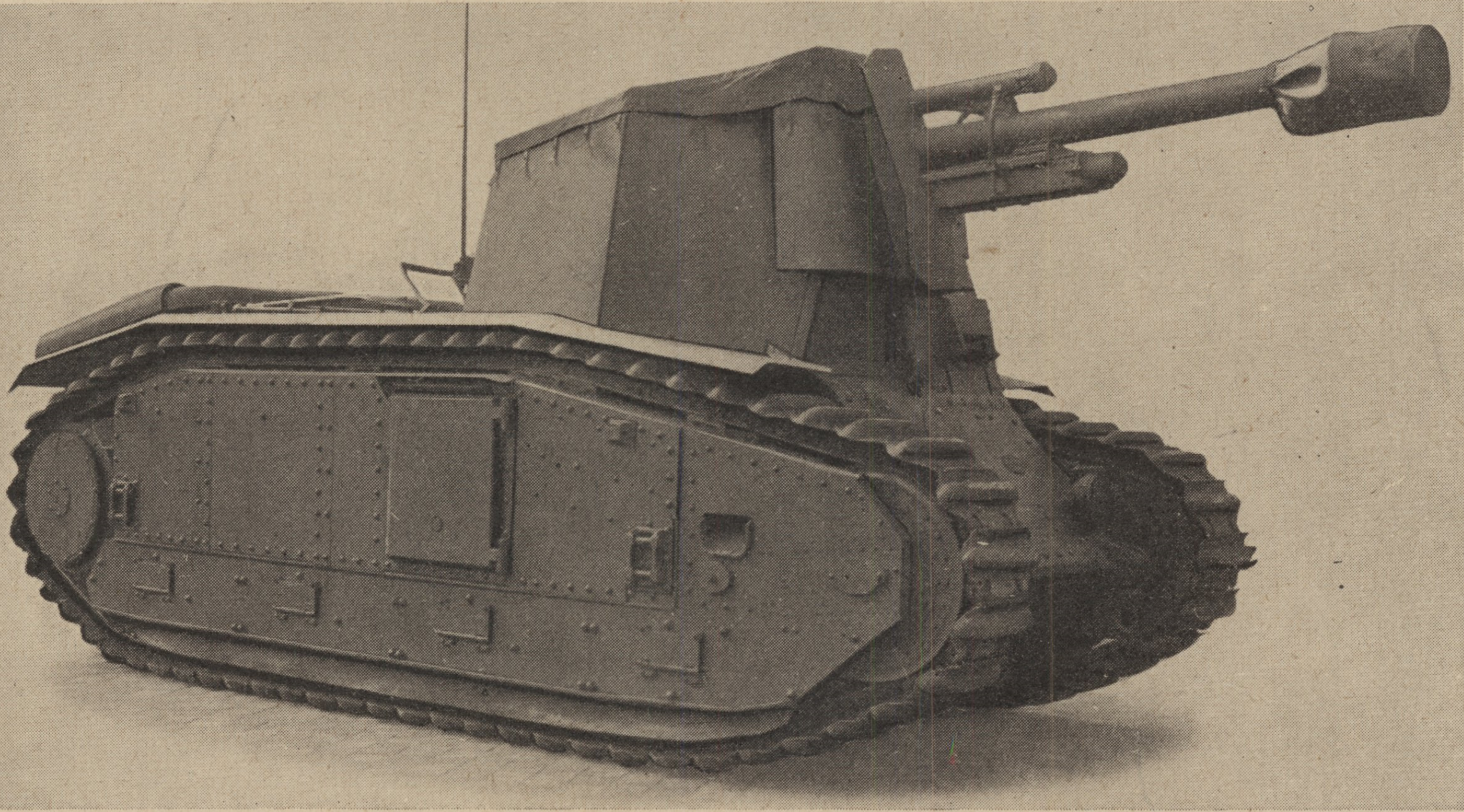
10.5cm leFH18/3搭載型B2 740(f)

## 登場作品

### 漫画・アニメ
『ガールズ&パンツァー』
カモさんチーム（風紀委員チーム）の使用戦車としてB1bisが登場。
「コミックフラッパー」漫画版のみ風紀委員チーム登場前のアンツィオ高校戦で使用され、あんこうチームの秋山優花里が車長、カバさんチームのエルヴィンが装填手と通信手、ウサギさんチームの大野あやが75mm砲の砲手と操縦手を担当する。
『ガールズ&パンツァー 激闘!マジノ戦ですっ!!』
マジノ女学院の装備車両およびガレットの搭乗車として登場する。

### ゲーム
『R.U.S.E.』
フランスの重戦車として登場。
『The Saboteur』
「Flammwagen」の名称で登場し、武装親衛隊が使用する。副武装に火炎放射器が搭載されており、火炎放射を行える。
『War Thunder』
フランスの重戦車としてB1 bisがプレミアム車両としてB1 terが購入可能。
『World of Tanks』
フランス重戦車としてB1が、ドイツ重戦車としてPz.Kpfw. B2 740(f)が登場。
『トータル・タンク・シミュレーター』
フランスとポーランドの改重戦車B1として登場。